# 謬論家
《謬論家》，又译《唱唱反調》，是《哈利波特》系列小說的中首次提到的巫師雜誌，為巫師界的獨立媒體，總編輯是露娜的父親贊諾·羅古德。《謬論家》的主題是陰謀論與奇獸學，為《預言家日報》的唯一競爭對手，麗塔·史譏等支持《預言家日報》的人相當不屑這本刊物。

## 概述
《謬論家》發表了不少稀奇古怪的非主流新聞，如天狼星·布萊克是一名退隱的搖滾歌手、夫子用妖精煮餡餅，並利用神秘部門研製可怕的毒藥對異議者下毒，還有一支秘密軍隊。而在奇獸學方面，《謬論家》提出了無數不曾被發現的奇獸，例如犄角獸，八寶獸，以及水煙蟲。
在，麗塔·史譏被妙麗·格蘭傑威脅，被迫於《謬論家》發表採訪哈利·波特的文章，描述了關於哈利與佛地魔相遇的經歷，報導刊登後意外地增加了《謬論家》的銷售量。後來，贊諾·羅古德將報導高價賣給《預言家日報》，該筆款項足以資助一次前往瑞典狩獵犄角獸的遠征。
在，魔法部被食死人控制後，贊諾·羅古德繼續在雜誌上支持哈利波特。但在露娜遭到食死人綁架後，他被迫在《謬論家》上刊登哈利的負面報導。哈利、榮恩和妙麗來到羅古德家詢問情報時，贊諾·羅古德還試圖捉拿三人交給魔法部。
根據J‧K‧羅琳的說法，佛地魔被擊敗後，《謬論家》又回到了之前的精神錯亂狀態並流行了起來，因其無意帶來的幽默而得到讚賞。